# Мартін Фукса
Мартін Фукса (30 квітня 1993 , Нимбурк ) — чеський веслувальник на каное, олімпійський чемпіон 2024 року, багаторазовий чемпіон світу та Європи.

## Виступи на Олімпіадах
| Олімпіада           | Дисципліна                  | Місце |
| ------------------- | --------------------------- | ----- |
| Ріо-де-Жанейро 2016 | каное-одиночки, 200 метрів  | 9     |
| Ріо-де-Жанейро 2016 | каное-одиночки, 1000 метрів | 5     |
| Токіо 2020          | каное-одиночки, 1000 метрів | 5     |
| Токіо 2020          | каное-двійки, 1000 метрів   | 10    |
| Париж 2024          | каное-одиночки, 1000 метрів | 1     |
| Париж 2024          | каное-двійки, 500 метрів    | 7     |

## Зовнішні посилання
- Мартін Фукса на сайті International Canoe Federation (англійська)
- Мартін Фукса на сайті Olympics.com (англійська)
- Мартін Фукса на сайті Olympedia (англійська)
- Мартін Фукса на сайті Czech Olympic Committee (чеська)